# João Paulo (football, 1991)
Pour les articles homonymes, voir João Paulo.
João Paulo Mior, surnommé João Paulo, né le 8 mars 1991 à Serafina Corrêa au Brésil, est un footballeur brésilien. Il joue au poste de milieu offensif avec les Sounders de Seattle en MLS. Son oncle est Casemiro Mior, ancien joueur du Grêmio.

## Biographie

### Débuts au Brésil
En 2004, João Paulo commence à jouer pour le Sport Club Gaúcho (pt) de Passo Fundo. Ensuite, en 2007, il déménage à Porto Alegre, ville portuaire du Brésil, où il rejoint le Sport Club Internacional. En octobre 2009, il renouvelle son contrat en le prolongeant pour cinq ans. 
Le 17 janvier 2010, João Paulo fait ses débuts professionnels lors d'un match du Gaúcho contre Ypiranga de Erechim (pt). Il entre sur le terrain à la 80e minute de jeu en remplaçant Wagner Libano. À la fin de la saison, il remporte la Copa FGF (pt) avec la réserve. Il dispute trois matchs pour sa première saison professionnelle. La saison suivante, il fait ses débuts en Série A contre l'Atlético Goianiense le 31 juillet 2011. Il entre sur le terrain à la 88e minute de jeu en remplaçant Tinga. Le 14 août, il dispute sa première rencontre en tant que titulaire en Série A contre l'Esporte Clube Bahia,.
Le 29 octobre 2011, il prolonge son contrat de deux ans, ce qui le lie au club jusqu'en octobre 2015. Le 25 janvier 2012, il fait ses débuts en Copa Libertadores face au Once Caldas. Il entre sur le terrain à la 85e minute de jeu en remplaçant Oscar,.

### Une succession de prêts
Le 13 mars 2013, João Paulo est prêté à l'Atlético Goianiense, qui vient d'être reléguer en deuxième division, afin d'engranger de l'expérience. Le 20 mars, il fait ses débuts en tant que titulaire lors d'un match du Goiano contre le Grêmio Anápolis et délivre une passe décisive. Trois jours plus tard, il inscrit son premier but chez les professionnels à l'occasion d'un match du Goiano contre Vila Nova FC. Cependant, il perd la finale du championnat du Goiás contre Goiás Esporte Clube en deux matchs. Puis, le 25 mai, il fait ses débuts en tant que titulaire en Série B contre Palmeiras. Lors de la 28e journée de Série B, il marque son premier doublée face à l'ASA,.
Le 20 janvier 2014, João Paulo est de nouveau prêté mais à un échelon supérieur, en rejoignant le club du Goiás Esporte Clube en Série A. Le 26 janvier, il fait ses débuts lors d'un match du Goiano contre Vila Nova FC. Il entre sur le terrain à la 62e minute de jeu en remplaçant Thiago Mendes. Il perd pour la deuxième fois la finale du championnat du Goiás contre l'Atlético Goianiense en deux matchs, mais n'entre pas en jeu. Il aura disputé treize rencontres dont cinq en Série A.

### Santa Cruz FC
Le 13 janvier 2015, João Paulo est prêté à Santa Cruz FC, qui évolue en Série B. Le 18 février, il fait ses débuts en tant que titulaire lors d'un match du Pernambucano contre le Central Sport Club, où il marque son premier but durant cette rencontre. Le 5 avril, lors du clássico das Multidões (pt) contre le Sport Club do Recife, il égalise dans le temps additionnel. Il gagne la finale du championnat du Pernambouc face à Salgueiro Atlético Clube (pt) en deux matchs. Il est élu meilleur joueur et meilleur milieu de terrain du tournoi. Puis, le 9 mai, il fait ses débuts en tant que titulaire en Série B contre Macaé Esporte. À la fin de la saison, le SCFC occupant la deuxième place de Série B, le club se voit promu en Série A.
Le 7 décembre 2015, João Paulo, alors en fin de contrat avec le Sport Club Internacional, s'engage librement pour un contrat de deux ans avec le club de Santa Cruz FC. Il gagne la finale de la Copa do Nordeste contre Campinense Clube en deux matchs,, et le club se qualifie pour la Copa Sudamericana. Le 8 mai 2016, il gagne pour la deuxième fois la finale du championnat du Pernambouc face au Sport Club do Recife. Il inscrit son premier but en Série A face à Botafogo FR le 3 juillet. Il ne parvient pas à éviter la relégation de son équipe en Série B à l'issue de la saison,.

### Botafogo FR
João Paulo est transféré au Botafogo de Futebol e Regatas le 15 décembre 2016 et signe un contrat de trois ans. Le montant du transfert est de trois millions de réaux (pour 60 % des droits du joueur et 40 % reste au profit de Santa Cruz). Il était proche de rejoindre le Botafogo la saison précédente. Il est officiellement présenté le 18 janvier 2017.
Le 1er février 2017, il fait ses débuts pour Botafogo lors du deuxième tour préliminaire de la Copa Libertadores face au Colo-Colo. Il entre sur le terrain à la 46e minute de jeu en remplaçant Airton. Au match retour contre le Colo-Colo, il dispute sa première rencontre en tant que titulaire avec Botafogo. Il déviant un joueur clé pour son équipe. Puis, le 6 juillet, il inscrit son premier but en Copa Libertadores contre le Club Nacional. Le Botafogo est éliminée en quart de finale de la Copa Libertadores par le futur vainqueur, le Grêmio. Au total, il inscrit un but et délivre deux passes décisives lors de cette compétition. Il inscrit un but et délivre une passe décisive le 24 septembre lors de la 25e journée de Série A contre le Coritiba FC.
Il prend part à treize matchs en début de saison 2018, avant de se blesser gravement à la jambe lors d'un match du Carioca face au Vasco da Gama le 18 mars 2018. Victime d'une fracture du tibia et du péroné. Opéré avec succès à la clínica São Vicente le lendemain, il devrait rester éloigné des terrains entre six mois et huit mois. Le 26 novembre, il dispute sa première rencontre depuis sa blessure contre le Paraná Clube lors de l'avant-dernière journée du championnat.
Le 11 janvier 2019, il prolonge son contrat de deux ans, ce qui le lie au club jusqu'en décembre 2022,. Le 20 janvier, il dispute son premier match en tant que titulaire depuis sa blessure à la jambe, contre l'Associação Desportiva Cabofriense lors de la première journée du Carioca. Le 26 janvier, il marque son premier but premier but de la saison face au Clube de Regatas do Flamengo, mais il sort sur blessure au bout de 37 minutes. Il n'avait plus marqué en compétitions officielle depuis 1 an, 2 mois et 10 jours. Le 2 mai, il est titulaire et joue 90 minutes pour la première fois depuis sa grave blessure contre l'Esporte Clube Bahia, lors de la deuxième journée de Série A. Durant cette rencontre, il inscrit son deuxième but de la saison.

### Sounders de Seattle
Le 31 janvier 2020, João Paulo est prêté par Botafogo de Futebol e Regatas aux Sounders de Seattle pour un prêt payant d'1,25 million de dollars avec option d'achat,, en tant que joueur désigné,.
Le 20 février 2020, il fait ses débuts en tant que titulaire pour les Sounders en Ligue des champions de la CONCACAF face au Club Deportivo Olimpia, où il marque son premier but durant cette rencontre. Au match retour à Seattle, il inscrit un but et délivre une passe décisive mais s'incline aux tirs au but,. Le 1er mars, il participe à son premier match en Major League Soccer en tant que titulaire face au Fire de Chicago. Après deux semaines d'activités dans la MLS, le championnat est suspendu en raison de la pandémie de Covid-19 aux États-Unis. C’est dans ce contexte très particulier que les Sounders retrouvent les terrains quatre mois après, à l’occasion du tournoi nommé MLS is Back,, mais il ne participe à aucune rencontre du tournoi en raison d'une blessure,,. Le 10 septembre, il inscrit son premier but en MLS face aux Earthquakes de San José,. Puis le 3 octobre, il marque son deuxième but en MLS face aux Whitecaps de Vancouver,. Lors de la finale de la Coupe MLS, il est titulaire lors de la défaite 3-0 face au Crew de Columbus,. Il réalise une bonne saison. Les Sounders et le Botafogo négocient pour le transfert définitif du Brésilien,, ce qui intervient le 21 janvier 2021 tout en conservant un statut de joueur désigné.

## Statistiques

### Statistiques détaillées
| Saison                | Club                       | Championnat           | Championnat | Championnat | Coupe(s) nationale(s) | Coupe(s) nationale(s) | Compétition(s) continentale(s) | Compétition(s) continentale(s) | Compétition(s) continentale(s) | Séries | Séries | Autres compétitions | Autres compétitions | Autres compétitions | Total | Total |
| Saison                | Club                       | Division              | M.          | B.          | M.                    | B.                    | Comp.                          | M.                             | B.                             | M.     | B.     | Comp.               | M.                  | B.                  | M.    | B.    |
| 2010                  | SC Internacional           | Série A               | 0           | 0           | -                     | -                     | -                              | -                              | -                              | -      | -      | GA                  | 3                   | 0                   | 3     | 0     |
| 2011                  | SC Internacional           | Série A               | 14          | 0           | -                     | -                     | -                              | -                              | -                              | -      | -      | GA+RS               | 1+0                 | 0                   | 15    | 0     |
| 2012                  | SC Internacional           | Série A               | 4           | 0           | -                     | -                     | CL                             | 4                              | 0                              | -      | -      | GA                  | 14                  | 1                   | 22    | 1     |
| 2013                  | SC Internacional           | Série A               | -           | -           | -                     | -                     | -                              | -                              | -                              | -      | -      | GA                  | 3                   | 0                   | 3     | 0     |
| Sous-total            | Sous-total                 | Sous-total            | 18          | 0           | -                     | -                     | -                              | 4                              | 0                              | -      | -      | -                   | 21                  | 1                   | 43    | 1     |
| 2013                  | Atlético Goianiense (prêt) | Série B               | 35          | 4           | 3                     | 0                     | -                              | -                              | -                              | -      | -      | GO                  | 10                  | 2                   | 48    | 6     |
| 2014                  | Goiás EC (prêt)            | Série A               | 5           | 0           | 1                     | 0                     | -                              | -                              | -                              | -      | -      | GO                  | 7                   | 0                   | 13    | 0     |
| 2015                  | Santa Cruz FC (prêt)       | Série B               | 34          | 1           | -                     | -                     | -                              | -                              | -                              | -      | -      | PE                  | 11                  | 2                   | 45    | 3     |
| 2016                  | Santa Cruz FC              | Série A               | 34          | 2           | 3                     | 0                     | CS                             | 3                              | 0                              | -      | -      | PE+CN               | 10+10               | 1+0                 | 60    | 3     |
| Sous-total            | Sous-total                 | Sous-total            | 68          | 3           | 3                     | 0                     | -                              | 3                              | 0                              | -      | -      | -                   | 31                  | 3                   | 105   | 6     |
| 2017                  | Botafogo FR                | Série A               | 30          | 2           | 6                     | 0                     | CL                             | 13                             | 1                              | -      | -      | CA                  | 6                   | 0                   | 55    | 3     |
| 2018                  | Botafogo FR                | Série A               | 2           | 0           | 1                     | 0                     | -                              | -                              | -                              | -      | -      | CA                  | 12                  | 0                   | 15    | 0     |
| 2019                  | Botafogo FR                | Série A               | 36          | 3           | 2                     | 0                     | CS                             | 4                              | 0                              | -      | -      | CA                  | 7                   | 1                   | 49    | 4     |
| Sous-total            | Sous-total                 | Sous-total            | 68          | 5           | 9                     | 0                     | -                              | 17                             | 1                              | -      | -      | -                   | 25                  | 1                   | 119   | 7     |
| 2020                  | Sounders de Seattle (prêt) | MLS                   | 19          | 2           | -                     | -                     | LCC                            | 2                              | 2                              | 4      | 0      | -                   | -                   | -                   | 25    | 4     |
| 2021                  | Sounders de Seattle        | MLS                   | 31          | 3           | -                     | -                     | LC                             | 3                              | 0                              | 1      | 0      | -                   | -                   | -                   | 35    | 3     |
| 2022                  | Sounders de Seattle        | MLS                   | 6           | 1           | 0                     | 0                     | LCC                            | 7                              | 0                              | -      | -      | -                   | -                   | -                   | 13    | 1     |
| Sous-total            | Sous-total                 | Sous-total            | 56          | 6           | -                     | -                     | -                              | 12                             | 2                              | 4      | 0      | -                   | -                   | -                   | 72    | 8     |
| Total sur la carrière | Total sur la carrière      | Total sur la carrière | 250         | 18          | 16                    | 0                     | -                              | 36                             | 3                              | 4      | 0      | -                   | 94                  | 7                   | 400   | 28    |

## Palmarès

### En club
| SC Internacional                                                          | Atlético Goianiense                       | Goiás EC                                  | Santa Cruz FC | Botafogo FR                                    | Sounders de Seattle |
| ------------------------------------------------------------------------- | ----------------------------------------- | ----------------------------------------- | --- | ---------------------------------------------- | --- |
| - Campeonato Gaúcho (2) : - Vainqueur : 2011 et 2012. - Finaliste : 2010. | - Campeonato Goiano : - Finaliste : 2013. | - Campeonato Goiano : - Finaliste : 2014. | - Championnat du Brésil D2 : - Vice-champion : 2015. - Campeonato Pernambucano (2) : - Vainqueur : 2015 et 2016. - Copa do Nordeste (1) : - Vainqueur : 2016. | - Campeonato Carioca (1) : - Vainqueur : 2018. | - Coupe MLS : - Finaliste : 2020. - Conférence Ouest de la MLS (1) : - Vainqueur : 2020. - Ligue des champions de la CONCACAF (1) : - Vainqueur : 2022 - Leagues Cup : - Finaliste : 2021 |

### Distinctions personnelles
- Élu meilleur joueur du Campeonato Pernambucan en 2015[85]
- Membre de l'équipe-type du Campeonato Goiano en 2013[86]
- Membre de l'équipe-type du Campeonato Pernambucan en 2015[87] et 2016[88]
- Membre de l'équipe-type de la Série B en 2015[89]
- Membre de l'équipe-type de la MLS en 2021
- Participation au match des étoiles de la MLS en 2021